# Pètar Txúhov
Pètar Txúhov, búlgar: Петър Чухов, és un famós poeta, escriptor i músic búlgar contemporani.

## Biografia

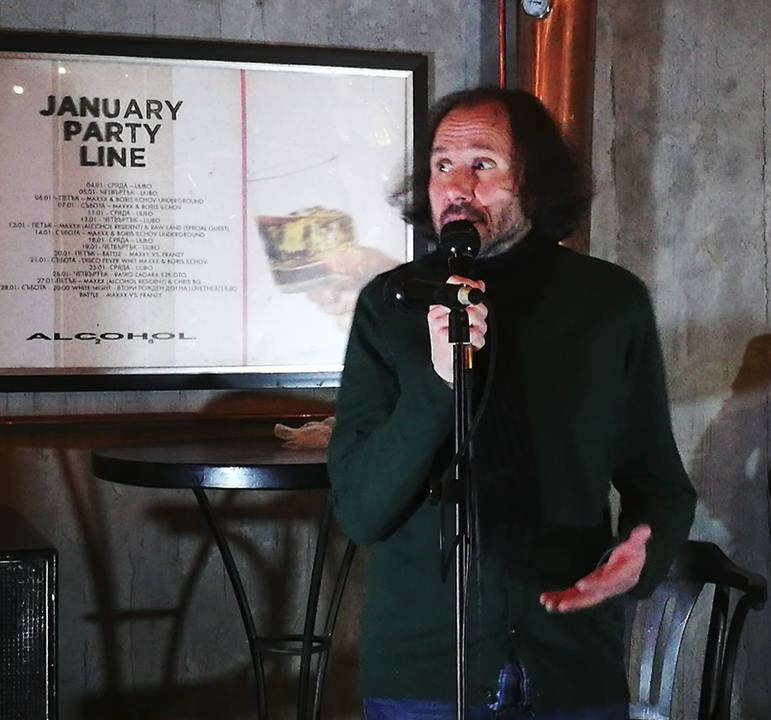
Lectura literària de Pètar Txúhov "2 anys més enllà de la portada", 2017.

Pètar Txúhov va néixer el 23 de juny de 1961 a Sofia. És llicenciat en biblioteconomia i té un màster en sociologia per la Universitat de Sofia "Sant Climent Ohridski".
Va treballar a la Biblioteca Nacional "Sants Ciril i Metodi" i actualment treballa a la Biblioteca de Sofia.
Compilador, editor i autor del prefaci de la primera antologia de haiku búlgar publicada a l'estranger: la col·lecció bilingüe (en hongarès i búlgar) „Más-más csönd / Различна тишина“ (Napkut Kiado, Budapest, 2012).
Coautor (juntament amb Aleksàndur Manuílov) de l'obra "Feliç Any Nou" búlgar: Честита Нова година Txestita Nova godina, nominada al Premi Nacional Anual de Dramatúrgia (Xumen 2015).
Inclòs en moltes antologies a Bulgària i a l'estranger, les seves obres han estat traduïdes a 18 idiomes i publicades en més de 20 països.
Tradueix de l'anglès i durant diversos anys va dirigir la pàgina Mukhà v aptétxkata búlgar: Муха в аптечката al diari Literaturen vestnik sobre haiku i formes curtes relacionades.
Ha participat en nombroses actuacions, festivals i lectures a Eslovàquia, Macedònia, Japó, Croàcia, EUA, Lituània, Suïssa, Alemanya, Romania, Hongria i Rússia. Autor i líder del projecte Poetítxeski trubadurski dvuboi búlgar: Поетически трубадурски двубои és coautor, amb Maritsa Kòltxeva de la sèrie còmica "Gouvko i Mrvko", publicada fa uns anys a les pàgines del diari Trud.
Ha impartit redacció de poesia a MONTFIZ i a l'Acadèmia de Belles Arts Valeri Petrov, i el 2017 a l'Acadèmia d'Art "Zàeixka Dupka" i a l'Acadèmia "Iuniti"
És membre del PEN Center de Bulgària, de l'Associació d'Escriptors Búlgars, del Haiku Club "Sofia", de la Haiku Society of America i de la World Haiku Association and Musicautor.

## Llibres
Txuhov és autor de 14 llibres:
- „Градината на слабата реалност“ (1995)[4] – Premi "Ivan Nikolov" per al debut al concurs "Primavera del sud"[5]
- „Руни“ (1998)
- „Мулето на Педро“ (1999)[6] – Llibre de l'any segons la revista „Еgoist“
- „Провинции“[7](2000)
- „Малки дни“ (2002)[8] – Premi Nacional de Poesia "Ivan Nikolov"
- „Снежни човеци“ (2003)[9] – Premi especial al concurs per a una nova novel·la búlgara „Razvítie“
- „По-скоро никога“[10] (2004) – el llibre es va representar com a espectacle per part del teatre-laboratori @lma @lte fins al 2010
- „Три“[11] (2010)
- „Когато се завръщат еднорозите“[12] (2011)
- „Безопасни игли / Safety pins“[13] (2008; 2010) és un llibre bilingüe amb un haiku i un senryū en rus i anglès, que va ser publicat a Irlanda – "Bioráin Dhúnta" (Dublín, 2012), en gaèlic i búlgar.

Sota l'encapçalament „Безопасни игли / Safety Pins / Английские булавки / 安全ピン“, l'actriu Maia Kissova crea i interpreta en 3 idiomes una representació multimèdia de 105 haikus i música de Petar Txuhov sota el patrocini de l'Ambaixada del Japó a Bulgària (2011 - fins ara).
- „Игри без играчки“[14] (2012) – llibre per a nens en tres parts
- „Камуфлаж“[15] (2014) – contes i novel·la
- „Сбогуване с нарцисизма“[16] (2015) – nominat al Premi a la Nova Poesia Búlgara „Nikolai Kantxev“, així´com al Premi „Памет“ ("Memòria")
- „АДdicted“ (2017) - Premi Nacional de Lírica "Ivan Peitxev", nominat al premi Nacional de poesia "Hristo Fotev"

## Selecció de poemes
| «                              | (búlgar) СБОГУВАНЕ С НАРЦИСИЗМА Дълго гледах с любов отражението си във водата духна вятър кожата му се сбръчка косите отплуваха по течението пораснаха му рога които стояха странно на фона на слънцето ореол който залязваше после бавно настъпи мрак и видях истинската си същност | (català) ADÉU AL NARCISISME Molt de temps mirava amb amor el meu reflex a l'aigua va bufar el vent la seva pell s'arronsà, els seus cabells navegaren corrent avall li creixeren banyes que el feien estrany al fons del sol, l'aurèola que minvava després lentament va arribar la foscor i vaig veure la meva veritable naturalesa | » |
| — P.Txuhov, Adéu al narcisisme | | |   |

| «                                         | (búlgar) Преди да ни залее времето да се оттеглим в този залив където облаците носят образите на родителите ни а под повърхността мечтите плуват като риби които в името на красотата понякога летят | (català) Abans que ens inundi el temps retirem-nos en aquesta badia on els núvols tenen les imatges dels nostres pares però per sota la seva perifèria els somnis neden com si fossin peixos que en nom de la bellesa de vegades tornen a volar. | » |
| — P.Txuhov, Abans que ens inundi el temps | | |   |

| «                        | (búlgar) До сутринта се гледах със звездите. На моя поглед те не издържаха. | (català) Fins al matí ens miràvem amb les estrelles. Però la meva mirada elles no van aguantar. | » |
| — P.Txuhov, Fins al matí |                                                                             |                                                                                                 |   |

## Música
Ha escrit música i lletres per a cançons, i ha tocat en moltes bandes de rock („Субдибула / Súbdibula“, „Тутакси / Tútaksi“, Стенли / „Stenli“, Пешо и алкохолиците / „Peixo i alkokholítsite“ Кокарда / "Kokarda", i és cofundador del grup d'etnorok "Gologan" / Гологан. Presenta els seus poemes amb la banda de poesia i rock alternatiu ЛаТекст“ / "LaText" (latext.eu), mentre que la formació més nova on toca és "Par Avion Band".

### Discografia
- Amb "Súbdibula" „Bavno“, 1991; „Julto“, 1993; „Jestok kupon“,1994; „Absoliutno“, 1996; „Viarno s origuinala“, 2005; Personal Things, 2015
- Amb “Tútaksi”: „Neĭse“, 1992; „Biva“, 1993; „Tuĭ tsuk, onuĭ tsuk“, 1994
- Amb "Stenli": „Putiat kŭm khrama“, 1992
- Amb „LaText“: „Samo“, 2014
- Amb "Par Avion Band" : Photograph, 2014; Home, 2015; Better Days, 2017

## Premis
- Segon premi en el concurs d'històries criminals "Agatha" (2000),
- Premi "Ivan Nikòlov" per al millor llibre de poesia (2002),
- Premi especial “Desenvolupament" per a la nova novel·la búlgara (2003),
- Gran premi SMS de poesia, (2004),
- Premi Slavèikov" (2005 – primer, 2013 tercer, 2016 – primer),
- Primer premi "Cadena d'or" (2007),
- Gran premi del museu "Basho" al Japó (2007),
- Premis del concurs internacional de haiku a Moscou (2012),
- Gran Premi del concurs de poesia d'amor "la Màgia de l'amor" (2013),
- Segon premi del concurs de poesia "Al peu de la muntanya Vítosha (2014)
- Premi nacional de poesia "Ivan Pèitxev" (2017)